# Une vieille maîtresse
Une vieille maîtresse est un roman de Jules Barbey d'Aurevilly, paru en 1851.

## Résumé
Ryno de Marigny, un dandy dévoyé, et Hermangarde de Polastron, une jeune fille chaste, tombent amoureux l'un de l'autre. Pour vivre avec Hermangarde, Ryno décide de quitter la Vellini, l'amante qu'il a fréquentée pendant les dix dernières années. Mais, en dépit de sa volonté, il ne parvient pas à se détacher de sa vieille maîtresse, ce qui finit par briser la vie et le mariage du nouveau couple.

## Adaptations
- 1975 : Une vieille maîtresse, téléfilm français de Jacques Trébouta, avec Jean Sorel, Norma Bengell et Laurence Vincendon ;
- 2007 : Une vieille maîtresse, film français réalisé par Catherine Breillat, avec Fu'ad Aït Aattou, Asia Argento et Roxane Mesquida. Le film présenté en compétition officielle au Festival de Cannes 2007. Catherine Breillat a également préfacé l'une des rééditions de l'œuvre.

## Liens
- Eric Hendrycks, « Nigra sum sed formosa, ou l'épiphanie de la nuit dans Une vieille maîtresse et l'Eve future », Bulletin de Littérature ecclésiastique (2012)